# Novkovići - Bosnjakuša
Novkovići - Bosnjakuša este o arie protejată (sit de importanță comunitară — SCI) din Croația întinsă pe o suprafață de 230,41 ha, integral pe uscat.

## Localizare
Centrul sitului Novkovići - Bosnjakuša este situat la coordonatele 44°08′26″N 16°16′04″E / 44.140684°N 16.267688°E.

## Înființare
Situl Novkovići - Bosnjakuša a fost declarat sit de importanță comunitară în iulie 2013 pentru a proteja 1 specie de animale.

## Biodiversitate
Situată în ecoregiunea alpină, aria protejată nu include niciun habitat protejat.
La baza desemnării sitului se află o specie protejată de  nevertebrate: Austropotamobius torrentium.